# Holsteds kommun
Holsteds kommun var en kommun i Ribe amt i västra Danmark. Sedan 2007 ingår den i Vejens kommun.